# 高田正吾
髙田 正吾（たかだ しょうご、1932年〈昭和7年〉1月3日 - ）は、日本の演劇ジャーナリスト。

## 人物
東京都新宿区落合出身

### 編集者として
荒地出版社を経て、後の日本のSF小説第一人者である福島正実に誘われ早川書房に入社。ノンフィクション等を担当。雜誌悲劇喜劇、３代目編集長就任。

### 私生活
現在は、フリー演劇ジャーナリスト。
東京都中野区在住。